# 해오름어린이도서관
해오름어린이도서관은 서울특별시 성북구 돈암2동 소재의 구립 어린이 도서관이다.

## 연혁
- 2009.06 동소문동 작은도서관 위수탁 협약
- 2009.07.03 해오름어린이도서관 개관
- 2010. 02 옥외 도서반납함 설치 운영
- 2010. 02 독서도우미(자원활동가) 발대식
- 2010. 03~05 책이 좋은 아이들(스토리텔링) 운영
- 2010. 03~05 책과노니는 도서관(어린이독서회) 1기 운영
- 2010. 04 도서관 직제 변경-성북도서관 분관에서 아리랑 도서관 분관으로 운영
- 2010. 07 1:1 English Mentorang 프로그램 운영
- 2010. 07 개관 1주년 기념(체험프로그램, 판소리 공연, 원화 전시)
- 2010. 09~12 책과노니는 도서관(어린이독서회) 2기 운영
- 2011.03~05 책과노니는 도서관(어린이독서회) 3기 운영
- 2011.07 개관 2주년 기념(우수회원 선정, 체험프로그램, 원화전시, 인형극 공연)
- 2011.09 해오름어린이도서관 아리랑정보도서관 분관에서 독립도서관으로 운영(도서관직제 변경)
- 2011.09.27 신규회원증 무료발급 실시
- 2011.10~11 책과노니는 도서관(어린이독서회) 4기 운영
- 2011.11 해오름어린이도서관 운영규정 제정

## 시설현황
- 2층: 어린이열람실, 유아열람실, 책놀이터